# Electronic Customer Relationship Management
Der Begriff Elektronisches Kundenbeziehungsmanagement (englisch electronic customer relationship management) bezeichnet ein Kundenbeziehungsmanagement, das eine Spezialisierung auf elektronische Komponenten erfährt.

## Einordnung und Begriffsabgrenzung
Mit der Unterstützung des Customer-Relationship-Management (CRM) durch Informationstechnologien (IT) wurde der Begriff des Electronic-Customer-Relationship-Management (E-CRM) geprägt. Da dieser noch deutlich jünger ist als der des CRM, besteht selbst in der Fachwelt wenig Einigkeit darüber, welche Bedeutung er verfolgt. Es finden sich vielfältige und unterschiedliche Definitionen und Begriffsabgrenzungen in der Literatur. ECRM umfasst dabei einerseits die Prüfung, Planung und Steuerung von Kundenbeziehungen mit Hilfe  elektronischer Medien unter dem Ziel einer umfassenden Ausrichtung des Unternehmens auf ausgewählte Kunden.
ECRM-Systeme dienen generell der Integration sowie der Analyse und Darstellung von Kundendaten aus multiplen Kundenkontaktgruppen sowie dem Einsatz solcher Kundendaten zum Zwecke der Gestaltung von  Kundenbindungsmaßnahmen über unterschiedliche Kommunikationskanäle. ECRM verknüpft somit CRM mit E-Commerce, E-Business und Internettechnologien.

## Konzeptionelle Grundlagen

### ECRM als Ausprägung des CRM
Auch ein durch den Einsatz von Informationstechnologie gestütztes Kundenbeziehungsmanagement zielt auf eine individualisierte Kundenbindung als entscheidenden Erfolgsfaktor von Unternehmen in Zeiten des Hyperwettbewerbs. Im Mittelpunkt steht dabei eine Weiterführung von Segmentierungsansätzen:

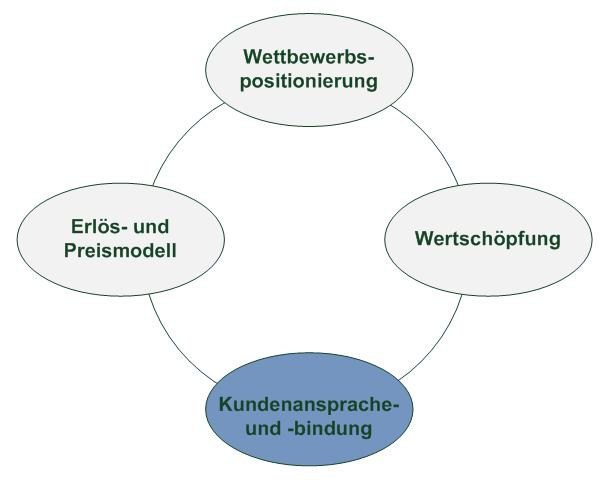
CRM im Geschäftsmodell

- Von der Zielgruppe zur Zielperson (One-to-one Marketing)
- Identifikation langfristig profitabler Geschäftsbeziehungen (bspw. durch die Ermittlung des Customer (Lifetime) Value)
- Lückenlose Sammlung, Pflege und zweckmäßige Auswertung kundenbezogener Daten

Unternehmenserfolg und Kundenzufriedenheit können nicht getrennt voneinander betrachtet werden. Die Identifikation langfristig profitabler Geschäftsbeziehungen (Customer Value) und die gezielte Sammlung und Auswertung von kundenbezogenen Daten im Rahmen eines Database Marketings sind Ziele des elektronischen Kundenbeziehungsmanagements.
Ordnet man die Pflege der Kundenbeziehungen in ein Geschäftsmodell ein, so erkennt man neben dem bereits angesprochenen Bezug zum Marketing den Stellenwert solcher Maßnahmen.

### Historie
ECRM ist heute gleichermaßen ein integriertes Instrument des modernen B2C-Marketings als auch eine Unternehmensphilosophie. Schon lange kann Marketing nicht mehr nur als reine vertriebsunterstützende Absatzpolitik eines Unternehmens verstanden werden. Dabei zeichnet sich Bedeutungsgewinn des Kundenbeziehungsmanagements für das Marketing in einer zunehmend marktorientierten Unternehmensführung ab. Märkte selbst sind zu Engpässen geworden,  es besteht heute deutlich mehr Angebot als Nachfrage; Ansprüche von Kunden sind gestiegen, ihre Informationsmöglichkeiten haben sich durch neue Medien schlagartig verbessert. Globalisierung, Deregulierung und Liberalisierung bestimmen Marktzutritt und Marktverhalten. Allein die Markttransparenz, die das Internet potentiellen Nachfrager bietet, ermöglicht einen schnellen und unkomplizierten Anbieterwechsel per Mausklick. Veranschaulicht man sich zudem die weltweit stark steigenden Zahlen der Internetnutzer, so unterstreicht auch dies die Bedeutung eines Managements von Kundenbeziehungen auf der Basis von Informationstechnologie.

### Vor- und Nachteile von Onlinemärkten
Die Nutzung von Onlinemärkten bietet dem Nutzer dabei zahlreiche Vorteile:
- Zeitersparnis
- Einfache Vergleichsmöglichkeiten (Preis und Qualität)
- Bequemlichkeit
- 24 Stunden „geöffnet“
- keine geografische Bindung/Entfernung
- Ideal für digitale Produkte
- Meist preisgünstiger
- Meist großes Sortiment (Produkttiefe und -breite)

Aber es gibt auch genug Hemmungen von Teilnehmern an Online Märkten, die überwunden werden wollen:
- Wahrnehmbarkeit der Produkte fehlt
- Ansprechpartner fehlt
- Unsicherheit bzgl. Risiko (Betrug)
- Bedenken beim Datenschutz
- Benutzbarkeit der Internetplattform
- generelle Eignung des Produktes zum Onlinekauf
- Umtauschproblematik
- Lieferkosten

## Phasen des ECRM
Vier Prozessstufen des ECRM determinieren den folgenden Ablauf:
Kundendatensammlung → Kundendatenanalyse → (e)CRM-Maßnahmen → Performancecontrolling
Alternativ ist eine Darstellung folgender drei Phasen bei der Kundenbindung möglich:
- Identifizierung (Kunden anhand von Merkmalen und Präferenzen erkennen)

Online lassen sich Kunden generell via Server-Log-Dateien und Cookies erkennbar machen. Allerdings sind diese Verfahren nicht konsistent in ihrer Anwendbarkeit und lassen sich umgehen. Und nicht jeder Besucher eines Onlineshops gehört zu dessen registriertem Kundenkreis. ECRM muss dieses Problem berücksichtigen, es unterscheidet Onlineaktivitäten von konventionellen Marktteilnahmen. Schließlich können Kunden in diesem Rahmen prinzipiell als „Black Box“ gesehen werden, deren Inneres nicht offen erkennbar ist. Verschieden Anreize und Umwelteinflüsse können jedoch konkrete Reaktionen bei Kunden auslösen. Das Erkennen solcher Zusammenhänge und das Beschreiben von Kunden anhand von sozioökonomischen, demographischen, verhaltensorientierten und persönlichen Merkmalen gehört ebenfalls zu den Aufgaben von ECRM und ermöglicht die Erstellung von gezielten Angeboten, Marketingkampagnen und anderen Maßnahmen.
- Differenzierung (Kundenbewertung auf der Basis von Analysen)

Kunden lassen sich auf vielfältige Weisen differenzieren. Entscheidungsträger nutzen dazu Informationssysteme, die sinnvoll aggregierte Daten in Data-Warehouse Systemen bereitstellen und mit entsprechenden Applikationen verbinden. Neben der Berechnung von Kennzahlen wie beispielsweise des CLV können hierzu auch schlichte ABC-Analysen zur Kategorisierung herangezogen werden. Data-Mining und Online Analytical Processing(OLAP) dienen zur vertieften Analyse und Mustererkennung in Datenbeständen.
Mögliche Anwendungsgebiete der Ergebnisse von Differenzierungsanwendungen:
- gezielte Kundenansprache (→ Angebotserstellung)
- Analyse und Prognose von Kaufverhalten (→ Marketingkampagnen)
- Identifizierung von Kundengruppen (→ Marketingkampagnen)
- Klassifizierung von Einzelkunden hinsichtlich eines Merkmals
- Warenkorbanalysen (→ Produktplatzierung, -auspreisung)
- gezielte Erstellung von Produktpaketen (→ Cross Selling)
- Beurteilung von Kreditgesuchen (→ Credit Scoring)

- Personalisierung (Kundenspezifische Maßnahmen)

Das Anpassen und Zuschneiden von aus den vorangegangenen Phasen herausgearbeiteten Erkenntnissen in konkrete Maßnahmen ist Aufgabe der Personalisierung. Kundenspezifische Unternehmensaktivitäten finden dabei ihren Einsatz in den Bereichen Marketing, Vertrieb und Service.

## Implementierung von ECRM-Werkzeugen
Seine elektronische Unterstützung erfährt ECRM auf vielfältige Art und Weise. Als problematisch stellt sich dabei immer die sinnvolle Auswertung kundenbezogener Daten im Rahmen der Kundendatenanalyse bzw. der Differenzierung dar. Verschiedene Technologien und Applikationen ermöglichen eine systematische Bewältigung der Datenvielfalt und -komplexität. Reporting, OLAP und Data-Mining setzen an bereits sinnvoll aggregierten Datenbeständen an. Als höchste Analyse-Disziplin stellt das Data-Mining  entscheidungsunterstützend Methoden und Verfahren zum Aufspüren von Mustern in Datenbeständen zur Verfügung. Ziel ist dabei, auf der Basis von Merkmalen aussagekräftige Prognosen zu konkreten Fragestellungen modellhaft aufstellen zu können und Input-Output-Relationen zu erkennen.
Grundlagen von Datenbanksystemen und Anforderungen aus betriebswirtschaftlicher Sicht prägen die Realisierungen in der Praxis.  Im Data-Warehouse werden Informationen aus zahlreichen Datenmengen sinnvoll zusammengefasst und aggregiert. Data Warehouse Systeme stellen darüber hinaus Tools zur Analyse der Daten zur Verfügung.   Es sind Informationssysteme für Manager, Fachabteilungen und alle anderen Stellen mit Entscheidungskompetenz. ECRM-Komplettlösungen beinhalten entsprechende Implementierungen der einzelnen Module.
Neben der technischen Umsetzung von ECRM kann dieses auch als Unternehmensphilosophie verstanden werden.

## Vorteile gegenüber 'klassischem' CRM
Informationstechnologien und die mit ihnen eng verbundenen elektronischen Medien sind prädestiniert für die Unterstützung von Customer-Relationship-Management, weil sie viele Kernaspekte des CRM praktisch automatisch implementieren.
Diese Vorteile sind im Folgenden einzeln beschrieben:
Hohe Verfügbarkeit
Elektronische Medien haben im Vergleich zu anderen Kommunikationskanälen (wie beispielsweise Telefonie) zum Kunden eine sowohl zeitlich wie auch räumlich höhere Verfügbarkeit. Sie erlauben den Kunden meist rund um die Uhr die Interaktion mit dem Unternehmen und sind räumlich nur durch technische Voraussetzungen begrenzt. Gleichzeitig ist mit der hohen Verfügbarkeit eine wichtige Voraussetzung für die Aktualität der vermittelnden Informationen gegeben. Beide Punkte schaffen einen Mehrwert für den Kunden.
Breite Integration
Die Fähigkeit von elektronischen Medien, verschiedenste Interaktionen und Kanäle zu integrieren, erlaubt es Unternehmen, dem Kunden gegenüber mit einem einheitlichen Bild in Erscheinung zu treten (auch bezeichnet als One Face to the Customer). So dient beispielsweise eine Website als Schnittstelle zwischen Kunde und Unternehmen. Unternehmensintern werden über diesen Weg jedoch Prozesse angestoßen, die bisher in einem Medienbruch in der Kommunikation resultierten. Außerdem ist es möglich, dass Kunde und Unternehmen im gleichen System arbeiten, was ein Abgleichen der Daten erleichtert, wenn nicht sogar überflüssig macht. So können Kunden dem Unternehmen Arbeit abnehmen, indem sie zum Beispiel ihre Adressdaten selbst pflegen oder eine Sendungsverfolgung durchführen. Zusätzlich erlaubt die Integration der Systeme eine Auswertung der Daten in Echtzeit, sodass beispielsweise der Erfolg einer Marketingaktion viel schneller gemessen werden kann.
Weitgehende Automatisierung
Viele Prozesse, die bisher zeitaufwändig manuell bearbeitet wurden, lassen sich mit Unterstützung durch Informationstechnologien automatisieren. So kann zum Beispiel ein Angebot, das ein Kunde über ein Konfigurationswerkzeug im Internet anfordert, automatisch erstellt, versandt und zum Nachfassen mit einem Termin zur Wiedervorlage vorgemerkt werden. Grundsätzlich können alle in elektronischen Medien anfallenden Daten automatisch gespeichert werden (unter Beachtung der rechtlichen Vorschriften). Beim Besuch einer Website können so Daten über das Verhalten des Kunden gesammelt und zum Aufbau eines Kundenprofils genutzt werden. Diese werden dann außerdem automatisch mit bestehenden Daten synchronisiert.
Einfache Individualisierung
Die Personalisierung von Informationen und Angeboten wird durch Informationstechnologien wesentlich erleichtert, weil sie nur einmal konzipiert und umgesetzt werden muss, und dann ohne weiteren größeren Aufwand durchgeführt werden kann. Dabei kann die Individualisierung so umgesetzt werden, dass ihre Qualität mit jedem weiteren Kundenkontakt automatisch erhöht wird (oft bezeichnet als Learning Relationship). Die Beziehung zum Unternehmen wird dabei immer enger und die Bindung des Kunden erhöht.
Hoher Benutzerkomfort
Mit elektronischen Medien lassen sich klassisch aufwändige Prozesse mit hohem Benutzerkomfort umsetzen. Ein Konfigurator für maßgeschneiderte Kundenlösungen erlaubt beispielsweise den Vergleich verschiedener Lösungen, der sonst von Hand erstellt werden müsste. Mit der Vereinfachung dieser Prozesse kann einerseits Mehrwert für den Kunden geschaffen werden, andererseits können Aufgaben des Unternehmens zum Kunden verschoben werden.
Verbundene Kosteneinsparung
Die meisten genannten Vorteile führen außer zur Schaffung von Mehrwert für den Kunden auch zu einer deutlichen Kosteneinsparung bei den verbundenen Prozessen. Besonders Integration und Automatisierung haben hierfür ein großes Potenzial. Im Einzelfall können dabei Einsparungen von bis zu 80 Prozent der Prozess-Bearbeitungszeit erreicht werden.